# Chermignac
Chermignac är en kommun i departementet Charente-Maritime i regionen Nouvelle-Aquitaine i västra Frankrike. Kommunen ligger  i kantonen Saintes-Ouest som ligger i arrondissementet Saintes. År 2022 hade Chermignac 1 274 invånare.

## Befolkningsutveckling
Antalet invånare i kommunen Chermignac
Referens:INSEE